# Avicularia walckenaeri
Avicularia walckenaeri là một loài nhện trong họ Theraphosidae và thuộc chi Avicularia. Loài nhện này là đặc hữu của Brasil.
Uiterlijk lijkt de spin op Avicularia aurantiaca, maar de bandering op de poten is oranje van kleur.